# Burni Ujung Sunti
Burni Ujung Sunti är ett berg i Indonesien.   Det ligger i provinsen Aceh, i den västra delen av landet, 1 600 km nordväst om huvudstaden Jakarta. Toppen på Burni Ujung Sunti är 1 241 meter över havet.
Terrängen runt Burni Ujung Sunti är kuperad åt nordost, men åt sydväst är den bergig. Terrängen runt Burni Ujung Sunti sluttar norrut.Runt Burni Ujung Sunti är det mycket glesbefolkat, med 3 invånare per kvadratkilometer. I omgivningarna runt Burni Ujung Sunti växer i huvudsak städsegrön lövskog.